# Listă de munți din Alaska

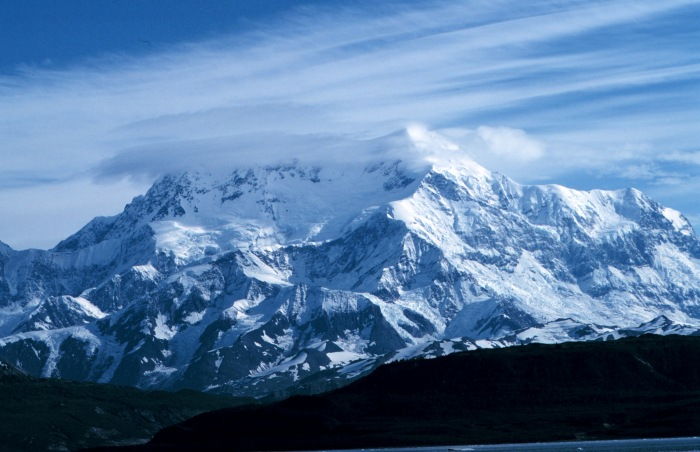
Mount Saint Elias

| Loc | Vârf               | Masiv              | Altitudine | Coamă  | Domină    |
| --- | ------------------ | ------------------ | ---------- | ------ | --------- |
| 1   | Mount McKinley     | Alaska Range       | 6194 m     | 6149 m | 7450,7 km |
| 2   | Mount Saint Elias  | Elias Range        | 5489 m     | 3429 m | 41,4 km   |
| 3   | Mount Foraker      | Alaska Range       | 5304 m     | 2210 m | 23,3 km   |
| 4   | Mount Bona         | Elias Range        | 5029 m     | 2103 m | 80,1 km   |
| 5   | Mount Blackburn    | Wrangell Mountains | 4996 m     | 3548 m | 97,6 km   |
| 6   | Mount Sanford      | Wrangell Mountains | 4949 m     | 2343 m | 64,8 km   |
| 7   | Mount Fairweather  | Elias Range        | 4671 m     | 3957 m | 200,7 km  |
| 8   | Mount Hubbard      | Elias Range        | 4557 m     | 2457 m | 34,4 km   |
| 9   | Mount Bear         | Elias Range        | 4520 m     | 1540 m | 32,4 km   |
| 10  | Mount Hunter       | Alaska Range       | 4442 m     | 1409 m | 11,1 km   |
| 11  | Mount Alverstone   | Elias Range        | 4420 m     | 594 m  | 3,6 km    |
| 12  | University Peak    | Elias Range        | 4410 m     | 978 m  | 6,0 km    |
| 13  | Mount Wrangell     | Wrangell Mountains | 4317 m     | 1696 m | 23,8 km   |
| 14  | Mount Augusta      | Elias Range        | 4289 m     | 1533 m | 26,2 km   |
| 15  | Atna Peaks         | Wrangell Mountains | 4225 m     | 674 m  | 8,4 km    |
| 16  | Regal Mountain     | Wrangell Mountains | 4220 m     | 1346 m | 19,7 km   |
| 17  | Mount Hayes        | Alaska Range       | 4216 m     | 3506 m | 204,7 km  |
| 18  | Mount Cook         | Elias Range        | 4194 m     | 2274 m | 23,4 km   |
| 19  | Mount Natazhat     | Elias Range        | 4095 m     | 1824 m | 26,6 km   |
| 20  | Mount Marcus Baker | Chugach Mountains  | 4016 m     | 3254 m | 205,2 km  |